# Santa Rosa (Mendoza)
Santa Rosa é uma cidade da Argentina, localizada na província de Mendoza